# Ideobisium peckorum
Ideobisium peckorum är en spindeldjursart som beskrevs av William B. Muchmore 1982. Ideobisium peckorum ingår i släktet Ideobisium och familjen spinnklokrypare. Inga underarter finns listade i Catalogue of Life.